# Camelina
Camelina é um género botânico pertencente à família Brassicaceae.